# 伊西斯龙王鲸
伊西斯龙王鲸（学名：Basilosaurus isis）是龙王鲸属一种。首次被發現時，曾被誤認是某種大型爬行动物，其属名Basilosaurus 意思是「蜥蜴王」。
伊西斯龙王鲸是發現首度在埃及「鯨魚谷」發現的兩種鯨類的一種。「鯨魚谷」在三千六百萬年前是個淺灘，當時常有鯨類游近這裡岸邊，在非洲、歐洲與北美間也發現這種大型鯨類的化石，尾部的兩塊骨骼证明其由巴基鯨进化而来。
龙王鲸的頭骨化石顯示牠們有良好的聽力，能像現今的鯨豚一樣用喉部發出的低鳴互相連繫。雌性龍王鯨約50英呎長，雄性可達60英呎長，在當時是全球最大的掠食動物，其獵食對象包括各種大小的鯊魚及體性較小的硬齒鯨。